# 체육훈장
체육훈장(體育勳章, 영어: Order of Sport Merit)은 대한민국의 훈장 가운데 하나로 체육 발전에 공을 세워 국민 체육 향상과 국가 발전에 기여한 공적이 뚜렷한 사람에게 수여한다. 1973년 1월 25일 상훈령이 시행되면서 "청룡", "맹호", "거상", "백마", "기린" 5등급으로 제정되었다.

## 등급
총 5등급으로 나뉘어 있다. 훈장 제정 초기에는 올림픽, 종목별 세계 선수권 대회, 아시안 게임에서 획득한 메달의 종류와 개수에 따라 점수를 차등 분배하며, 
- 1등급:    청룡장(靑龍章)
- 2등급:    맹호장(猛虎章)
- 3등급:    거상장(巨象章)
- 4등급:    백마장(白馬章)
- 5등급:    기린장(麒麟章)

## 수훈 조건
관련 법령인 상훈법에 따르면 체육 발전에 공을 세워 국민 체육 향상과 국가 발전에 기여한 공적이 뚜렷한 자에게 수여한다고 되어 있다. 체육훈장 제정 이전에는 국민훈장이 체육 부문 유공자에게 수여되었으며, 훈장 제정 직후에는 별도의 세부 규정 없이 올림픽과 종목별 세계 선수권 대회, 아시안 게임 등 국제 대회에서 메달을 획득한 선수와 감독과 코치, 선수단장에게 체육훈장이 수여되었다.
이후 대한민국에서 개최한 1986년 서울 아시안 게임과 1988년 서울 올림픽을 기점으로 대한민국 국가대표 선수들의 경기력 향상으로 인해 많은 국제 대회에서 입상하게 되면서 훈장 수여자가 많아지면서 다른 분야 훈장과의 형평성 문제가 제기되기 시작했다. 이로 인해 국제 대회 성과를 기준으로 포상 점수를 부여하여 점수의 합산으로 훈장을 수여하는 체육훈장 서훈 기준이 제정되었으며, 1994년 1월 1일부터 시행되었다. 
1994년에 제정된 서훈 자격을 충족하는 요구 점수는 1등급 청룡장은 1000점, 2등급 맹호장은 500점, 3등급 거상장은 300점, 4등급 백마장은 200점, 5등급 기린장은 150점으로 정했다. 또한 서훈포상 점수와는 별개로 올림픽과 세계 선수권 대회(4년 주기 개최 2회, 3년 3회, 2년 4회, 1년 5회) 우승자에게 청룡장, 올림픽 은메달리스트, 아시안 게임 금메달 2개 이상을 획득한 선수, 세계 선수권 대회 준우승자에게 맹호장, 올림픽 동메달리스트, 아시안 게임 금메달 1개 획득한 선수, 세계 선수권 대회 3위 입상자에게 거상장 훈장을 수여하는 기준을 정했다. 또한 기존에 훈장이 수여된 선수단장 등은 훈격 적용 대상에서 제외되었다. 이 규정은 2004년에 수정을 거쳐 종목별 아시아 선수권 대회와 세계 군인 체육 대회도 서훈 포상 점수를 부여하는 것으로 변경되었으며, 2014년부터 1등급 청룡장은 1500점, 2등급 맹호장은 700점, 3등급 거상장은 500점, 4등급 백마장은 300점, 5등급 기린장은 250점으로 수훈 요구조건을 상향 조정했다.

## 수훈자
체육훈장 제정 후 최초의 수훈자는 4등급 백마장을 받은 1973년 여자 배구 월드컵 3위에 입상한 대한민국 여자 배구 국가대표팀 선수단이며, 최고 등급인 청룡장의 최초 수훈자는 1976년 몬트리올 올림픽에서 레슬링 종목에서 금메달을 획득하여 대한민국 국적으로는 최초의 올림픽 금메달리스트가 된 양정모이다.

## 참고 문헌
- 박영옥 외, 「국제경기대회 참가자 영향력 평가모델」, 체육과학연구원, 2013